# Championnat de Belgique féminin de football 1987-1988
 (novembre 2024).
Si vous disposez d'ouvrages ou d'articles de référence ou si vous connaissez des sites web de qualité traitant du thème abordé ici, merci de compléter l'article en donnant les références utiles à sa vérifiabilité et en les liant à la section « Notes et références ».
Navigation
Saison précédente Saison suivante
Le championnat de Belgique féminin de football 1987-1988 est la 17e édition du championnat de première division belge de football féminin. Il se dispute lors de la saison 1987-1988. 
Ce championnat est disputé par quatorze équipes. Il est remporté par le RWD Herentals dont c'est le 3e et dernier titre.

## Classement
| Rang | Équipe                   | Pts | J  | G  | N | P  | Bp  | Bc  | Diff |
| ---- | ------------------------ | --- | -- | -- | - | -- | --- | --- | ---- |
| 1    | RWD Herentals            | 46  | 26 | 21 | 4 | 1  | 104 | 19  | +85  |
| 2    | Herk Sport               | 41  | 26 | 17 | 7 | 2  | 99  | 21  | +78  |
| 3    | Standard Fémina de Liège | 38  | 26 | 16 | 6 | 4  | 72  | 20  | +52  |
| 4    | Brussel Dames 71         | 32  | 26 | 12 | 8 | 6  | 45  | 27  | +18  |
| 5    | DVK Gand                 | 30  | 26 | 14 | 2 | 10 | 62  | 48  | +14  |
| 6    | DVC Kuurne               | 30  | 26 | 11 | 8 | 7  | 43  | 25  | +18  |
| 7    | KSV Cercle Bruges        | 28  | 26 | 11 | 6 | 9  | 49  | 45  | +4   |
| 8    | Eva's Kumtich            | 24  | 26 | 9  | 6 | 11 | 40  | 55  | -15  |
| 9    | VC Terheide              | 23  | 26 | 8  | 7 | 11 | 38  | 52  | -14  |
| 10   | Dames Beerse             | 20  | 26 | 7  | 6 | 13 | 50  | 63  | -13  |
| 11   | Astrio Begijnendijk      | 18  | 26 | 8  | 3 | 15 | 32  | 69  | -37  |
| 12   | Assenede                 | 17  | 26 | 6  | 5 | 15 | 23  | 57  | -34  |
| 13   | Kamillekes Alost         | 11  | 26 | 4  | 3 | 19 | 17  | 80  | -63  |
| 14   | VVDG Lommel              | 5   | 26 | 2  | 1 | 23 | 13  | 106 | -93  |